# Seda Noorlander
Seda Noorlander (La Haya, 22 de mayo de 1974) es una extenista neerlandesa.

## Carrera
Noorlander comenzó a jugar al tenis a la edad de cinco años. Su mayor éxito deportivo fue la victoria en el torneo de dobles del año 1999 en el Abierto de Bogotá. Alcanzó sus posiciones más altas en el ranking mundial al ubicarse en el puesto 80 en la categoría individual y en el 47 en dobles. En 2006 puso fin a su carrera profesional en el tenis.
Entre los años 2000 y 2002 disputó once partidos representando al equipo neerlandés en la Fed Cup. Ganó cuatro de sus seis encuentros individuales y los cinco partidos que disputó en la modalidad de dobles.

## Victoria del torneo

### Doble
| N.º     | Fecha                 | Torneo    | Categoría   | Topping | Socio              | Oponentes finales   | Resultado    |
| ------- | --------------------- | --------- | ----------- | ------- | ------------------ | ------------------- | ------------ |
| Primero | 21 de febrero de 1999 | Kolumbien | WTA Tier IV | Arena   | Christina Papadaki | Argentina Argentina | 6: 4, 7: 6 5 |

## Enlaces web
- Perfil oficial de la WTA para Seda Noorlander (en inglés)
- Perfil oficial de la ITF para 20002040 (en inglés)
- Perfil oficial de la Copa Billie Jean King para Seda Noorlander (archivado)

- Datos: Q839952
- Multimedia: Seda Noorlander / Q839952